# Lavancia-Épercy
Lavancia-Epercy é uma comuna francesa na região administrativa de Borgonha-Franco-Condado, no departamento de Jura. Estende-se por uma área de 10,56 km². Em 2010 a comuna tinha 654 habitantes (densidade: 61,9 hab./km²).